# Grand Prix Formule 1 van Frankrijk 1958
De Grand Prix Formule 1 van Frankrijk 1958 werd gehouden op 6 juli op het circuit van Reims-Gueux in Reims. Het was de zesde race van het seizoen. Het was de laatste race van Juan Manuel Fangio.

## Uitslag
| Pos. | Nr. | Coureur                        | Constructeur  | Rondes | Tijd / Oorzaak uitval | Grid | Punten |
| ---- | --- | ------------------------------ | ------------- | ------ | --------------------- | ---- | ------ |
| 1    | 4   | Mike Hawthorn                  | Ferrari       | 50     | 2:03:21.3             | 1    | 9S     |
| 2    | 8   | Stirling Moss                  | Vanwall       | 50     | + 24.6                | 6    | 6      |
| 3    | 6   | Wolfgang von Trips             | Ferrari       | 50     | + 59.7                | 21   | 4      |
| 4    | 34  | Juan Manuel Fangio             | Maserati      | 50     | + 2:30.6              | 8    | 3      |
| 5    | 42  | Peter Collins                  | Ferrari       | 50     | + 5:24.9              | 4    | 2      |
| 6    | 22  | Jack Brabham                   | Cooper-Climax | 49     | + 1 Ronde             | 12   |        |
| 7    | 36  | Phil Hill                      | Maserati      | 49     | + 1 Ronde             | 13   |        |
| 8    | 38  | Jo Bonnier                     | Maserati      | 48     | + 2 Rondes            | 16   |        |
| 9    | 32  | Gerino Gerini                  | Maserati      | 47     | + 3 Rondes            | 15   |        |
| 10   | 30  | Troy Ruttman                   | Maserati      | 45     | + 5 Rondes            | 18   |        |
| 11   | 20  | Roy Salvadori                  | Cooper-Climax | 37     | + 13 Rondes           | 14   |        |
| DNF  | 16  | Harry Schell                   | BRM           | 41     | Oververhitting        | 3    |        |
| DNF  | 14  | Jean Behra                     | BRM           | 41     | Benzinepomp           | 9    |        |
| DNF  | 12  | Stuart Lewis-Evans Tony Brooks | Vanwall       | 35     | Motor                 | 10   |        |
| DNF  | 24  | Graham Hill                    | Lotus-Climax  | 33     | Oververhitting        | 19   |        |
| DNF  | 40  | Paco Godia                     | Maserati      | 28     | Ongeluk               | 11   |        |
| DNF  | 18  | Maurice Trintignant            | BRM           | 23     | Benzinepomp           | 7    |        |
| DNF  | 10  | Tony Brooks                    | Vanwall       | 16     | Motor                 | 5    |        |
| DNF  | 2   | Luigi Musso                    | Ferrari       | 9      | Dodelijk ongeluk      | 2    |        |
| DNF  | 28  | Carroll Shelby                 | Maserati      | 9      | Motor                 | 17   |        |
| DNF  | 26  | Cliff Allison                  | Lotus-Climax  | 6      | Motor                 | 20   |        |

## Statistieken
| Pole-position | Mike Hawthorn | Ferrari | 2:21.7 |
| Snelste ronde | Mike Hawthorn | Ferrari | 2:24.9 |

## Noot
- Dit was het debuut voor de Amerikaanse coureur (en toekomstig wereldkampioen) Phil Hill.
- Dit was de 25ste Grand Prix-start en de vijfde podiumplaats voor een Duitse coureur.
- Dit was de derde en laatste Grand Prix-winst voor Mike Hawthorn vóór zijn vroegtijdige dood in 1959. Hawthorns meest recente overwinning was de Grote Prijs van Spanje van 1954, en daarmee vestigde hij het record van een tijdspanne van 29 Grands Prix tussen twee overwinningen.
- Eerste Grand Slam voor Mike Hawthorn en voor een Britse coureur.
- Dit was de laatste race voor Juan Manuel Fangio. Hij had op dat moment meerdere records op zijn naam staan, onder andere:
  - 29 pole positions
  - 23 snelste rondes
  - 1.358 rondes als raceleider
  - 24 Grand Prix-winsten
  - 35 podiumplaatsen
  - 32 keer leider van het kampioenschap
  - 5 wereldtitels

1906 · 1907 · 1908 · 1912 · 1913 · 1914 · 1921 · 1922 · 1923 · 1924 · 1925 · 1926 · 1927 · 1928 · 1929 · 1930 · 1931 · 1932 · 1933 · 1934 · 1935 · 1936 · 1937 · 1938 · 1939 · 1947 · 1948 · 1949 · 1950 · 1951 · 1952 · 1953 · 1954 · 1956 · 1957 · 1958 · 1959 · 1960 · 1961 · 1962 · 1963 · 1964 · 1965 · 1966 · 1967 · 1968 · 1969 · 1970 · 1971 · 1972 · 1973 · 1974 · 1975 · 1976 · 1977 · 1978 · 1979 · 1980 · 1981 · 1982 · 1983 · 1984 · 1985 · 1986 · 1987 · 1988 · 1989 · 1990 · 1991 · 1992 · 1993 · 1994 · 1995 · 1996 · 1997 · 1998 · 1999 · 2000 · 2001 · 2002 · 2003 · 2004 · 2005 · 2006 · 2007 · 2008 · 2018 · 2019 · 2021 · 2022